# Les Stups
 (juin 2017).
Si vous disposez d'ouvrages ou d'articles de référence ou si vous connaissez des sites web de qualité traitant du thème abordé ici, merci de compléter l'article en donnant les références utiles à sa vérifiabilité et en les liant à la section « Notes et références ».
Les Stups sont un groupe de rock indépendant canadien, originaire de Montréal, au Québec. Formé en 1989, Les Stups apparaissent, depuis leurs débuts, sur diverses scènes du Québec (Foufounes électriques, MusiquePlus, FrancoFolies de Montréal, Francouvertes, Coup de cœur francophone), et ailleurs (Polliwog, NXNE (North By North East)), pour diverses causes (par exemple l'organisme Dans la rue et la Bande dessinée québécoise), ainsi que diverses fêtes.

## Biographie
Les Stups passent de la cassette au disque microsillon, puis du CD au mp3, principalement en français mais parfois en anglais et même en allemand.
Noir Désir, Ludwig von 88, Bérurier Noir, Parabellum, Grimskunk, The Nils, Doughboys, Les Secrétaires Volantes, Banlieue Rouge, Idées Noires, Amnésie, RFA, 3/4 Putains, Glop Glop et plusieurs autres partagent la scène avec eux durant les années 1990. Puis, silence radio après un ultime concert en hommage à The Clash et à leur défunt leader Joe Strummer en 2005.
Mais si la bande ne se faisait plus trop voir en concert durant les dernières années, les chansons se sont accumulées : le chanteur Pierre et le bassiste Julien partis tenter d'autres aventures, Dan et Pat sont désormais Les Stups. Pat, Doug et Julien sont également membres d'un autre groupe rock indépendant montréalais, Sick Jaggers. Julien sera également bassiste pour Double Date With Death.

## Membres

### Membres actuels
- Dan Halen - guitare, voix
- Pat Panik - batterie, voix

### Anciens membres
- Pierre Tombasles - voix, textes
- Red - basse)
- EaseEase - guitare
- Julien Sisoitil - basse
- Doug Danger - 2e guitare

## Discographie

### Cassettes
- Les Stups (Ondes de choc/Lunatic Asylum)
- Toxines

### EP
- Écrasé (4 titres)
- Icec Tse Nu Euqsid (2 titres)

### Compilations
- Lâchés lousses vol. 1 (pièce Être gouverné ; vinyle)
- Québec en marge (pièce Écrasé ; CD)
- Sauvages québécois (pièce Ça fait rien – en concert ; CD)

## Vidéographie
- 1990 : Être gouverné
- 1992 : Et si c'était ça